# Мику (Эстония)
Ми́ку (эст. Miku) — деревня в волости Сетомаа уезда Вырумаа, Эстония. На местном диалекте также Ми́кукюла (Mikukülä), Ми́кумяэ (Mikumäe). Исторически относится к нулку Мокорнулк.
До административной реформы местных самоуправлений Эстонии 2017 года входила в состав волости Меремяэ (упразднена).

## География и описание
Расположена в 22 километрах к востоку от уездного центра — города Выру — и в 19 километрах к юго-западу от волостного центра — посёлка Вярска. Высота над уровнем моря — 98 метров.
Климат переходный от морского к континентальному. Официальный язык — эстонский. Почтовый индекс — 65378.

## Население
По данным переписи населения 2021 года, в Мику насчитывалось 9 жителей, все — эстонцы.
По данным переписи населения 2011 года, в деревне проживали 6 человек, также все — эстонцы (сету в перечне национальностей выделены не были).
Численность населения деревни Мику по данным переписей населения СССР и Департамента статистики Эстонии:
| Год  | 1959 | 1970 | 2000 | 2011 | 2017 | 2018 | 2020 | 2021 |
| ---- | ---- | ---- | ---- | ---- | ---- | ---- | ---- | ---- |
| Чел. | 27   | ↘ 20 | ↘ 11 | ↘ 6  | ↗ 9  | ↗ 10 | ↗ 12 | ↘ 9  |

## История
В письменных источниках 1585 года населённый пункт называется Оглобино Нефеткино, 1652 года — Оглоблино, прим. 1866 года — Салоблина [ошибка?], 1882 года — Аглоблино, 1885 года — Miku, Оглобино, прим. 1900 года — Оглоблина, 1904 года — Mikumäe, Огло́блино, 1922 года — Mikkumäe.
До 1585 года деревня Мику принадлежала псковскому тысячнику Фёдору Соловцову, позже — Псково-Печерскому монастырю. В XVIII веке деревня относилась к Тайловскому приходу (эст. Taeluva kihelkond), в XIX  веке входила в общину Обиница.
В 1977—1997 годах Мику была частью деревни Хилана (Hilana (Hilande)).

## Происхождение топонима
Основой топонима является личное имя Микк (Mikk), которое произошло от русского мужского имени Микита, которое в свою очередь произошло от имени Никита. Второе возможное объяснение: имя Михкель ~ Микаэль (Mihkel ~ Michael). Нефеткино, по мнению лингвиста Тартуского университета Анжелики Штейнгольде, произошло от короткой формы имени Мефодий (греч. Μεθόδιος / Methodios) — Нефёдка.  Происхождение топонима Оглоблино эстонский этнограф и языковед Юри Труусманн объясняет словом оглобля. Оглоблино – довольно распространённый топоним в России. Слово Оглобля в XVI–XVII веках также было добавочным личным именем.